# Ismael Zapater y Zapater
Ismael Zapater y Zapater (Vilella de Cinca, 22 de febrer de 1949) és un geògraf, professor i polític lleidatà.
Es llicencià en Magisteri a Lleida l'any 1966. L'any 1972 es llicencià en Filosofia i Lletres, secció de Geografia i Història, per la Universitat de Saragossa, obtenint la qualificació d'excel·lent per la seua tesi "La evolución demográfica de la Ribera Baja del Cinca". El 1976 guanyà les oposicions al cos de catedràtics de batxillerat i ocupà el càrrec de director dels instituts nacionals d'ensenyança mitjana de Bellpuig i Agramunt. Actualment és catedràtic de Geografia i Història a l'IES Màrius Torres de Lleida.
D'altra banda, fou militant del Partit Popular fins al febrer de 2009, partit del qual fou cap de llista per la Paeria de Lleida a les eleccions locals de 2007. Abandonà la formació per desavinences amb la direcció del partit, tot i que roman com a conseller al grup mixt. El 2009 votà en contra, igual que els regidors del PP i del PSC, que la Paeria de Lleida donés suport a una consulta popular per la independència de Catalunya.